# فيلي إيرفاين
فيلي إيرفاين (بالإنجليزية: Willie Irvine)‏ هو لاعب كرة قدم بريطاني، ولد في 26 مايو 1956م في وايتبرن ‏ في المملكة المتحدة. لعب مع نادي آير يونايتد ونادي سلتيك ونادي فالكيرك ونادي ماذرويل ونادي هيبرنيان.